# 흑산초등학교 신흥분교
흑산초등학교 신흥분교는 대한민국 전라남도 신안군 흑산면 홍도리에 있었던 초등학교이다.

## 연혁
- 1955년 8월 26일 흑산신흥국민학교 설립 인가
- 1956년 7월 23일 흑산신흥국민학교 개교
- 1967년 4월 1일 도서벽지학교 '갑'급 지정
- 1975년 8월 1일 도서벽지학교 '갑'급 재지정
- 1979년 2월 1일 도서벽지학교 '특'급 조정
- 1982년 3월 1일 도서벽지학교 '갑'급 조정
- 1983년 3월 1일 홍도국민학교 신흥분교장 격하 편입
- 1986년 1월 1일 도서벽지학교 '가'급 조정
- 1990년 3월 1일 흑산국민학교 신흥분교장 개편
- 1996년 3월 1일 흑산초등학교 신흥분교 개칭
- 2005년 3월 1일 폐교 및 흑산초등학교 통폐합